# Aunt Phatso vs. Jack Donaghy
"Aunt Phatso vs. Jack Donaghy" é o sexto episódio da sétima e último temporada da série de televisão de comédia de situação norte-americana 30 Rock, assim como o 131.º da série em geral. O seu argumento foi escrito pelo co-produtor executivo Luke Del Tredici, enquanto a realização ficou sob responsabilidade de Don Scardino. A sua transmissão original decorreu nos Estados Unidos na noite de 15 de Novembro de 2012 através da rede de televisão National Broadcasting Company (NBC). Dentre os artistas convidados estão inclusos Kristen Schaal, Zoya Bacai, Zuri Bacai, De'Adre Aziza, e Cali Elizabeth. O maestro e violinista norte-americano Alan Gilbert desempenhou uma versão fictícia de si próprio, enquanto Robert Carlock, produtor executivo e showrunner da série, também fez uma participação como um advogado alemão.
No episódio, o projeto mais recente de Tracy Jordan (interpretado por Tracy Morgan), astro do programa de televisão TGS with Tracy Jordan (TGS), troça de Jack Donaghy (Alec Baldwin), presidente da NBC, com uma personagem que reflete o seu comportamento. A tentativa inicial de Jack de processar Tracy sai pela culatra quando ele percebe que não pode alegar difamação, já que o retrato de Tracy é embaraçosamente exato. Entretanto, Hazel Wassername (Schaal), a nova estagiária da NBC, planeia tirar partido de Liz Lemon (Tina Fey), argumentista-chefe do TGS cuja cirurgia ao joanete deixou-a temporariamente imóvel, oferecendo-se para ser a sua assistente pessoal enquanto planeia secretamente atuar no TGS.
Em geral, a crítica especialista em televisão do horário nobre teve opiniões divididas acerca de "Aunt Phatso vs. Jack Donaghy". O equilíbrio familiar entre o humor absurdo e as batalhas das personagens foi enaltecido, assim como os filmes de Tracy que parodiam a franquia de filmes realizados por Tyler Perry. Porém, o retorno da personagem Hazel foi universalmente mal recebido, assim como a reciclagem de temas familiares e arcos de personagens. Em termos de audiência, segundo os dados publicados pelo serviço de registo Nielsen Ratings, "Aunt Phatso vs. Jack Donaghy" foi assistido em 3,34 milhões de domicílios ao longo da sua transmissão original norte-americana, o segundo maior número total de telespectadores da sétima temporada de 30 Rock, e foi-lhe atribuída a classificação de 1,2 e quatro de share no perfil demográfico dos telespectadores entre os dezoito aos 49 anos de idade. Esta foi e a maior audiência global alcançada por 30 Rock desde a estreia da temporada.

## Produção

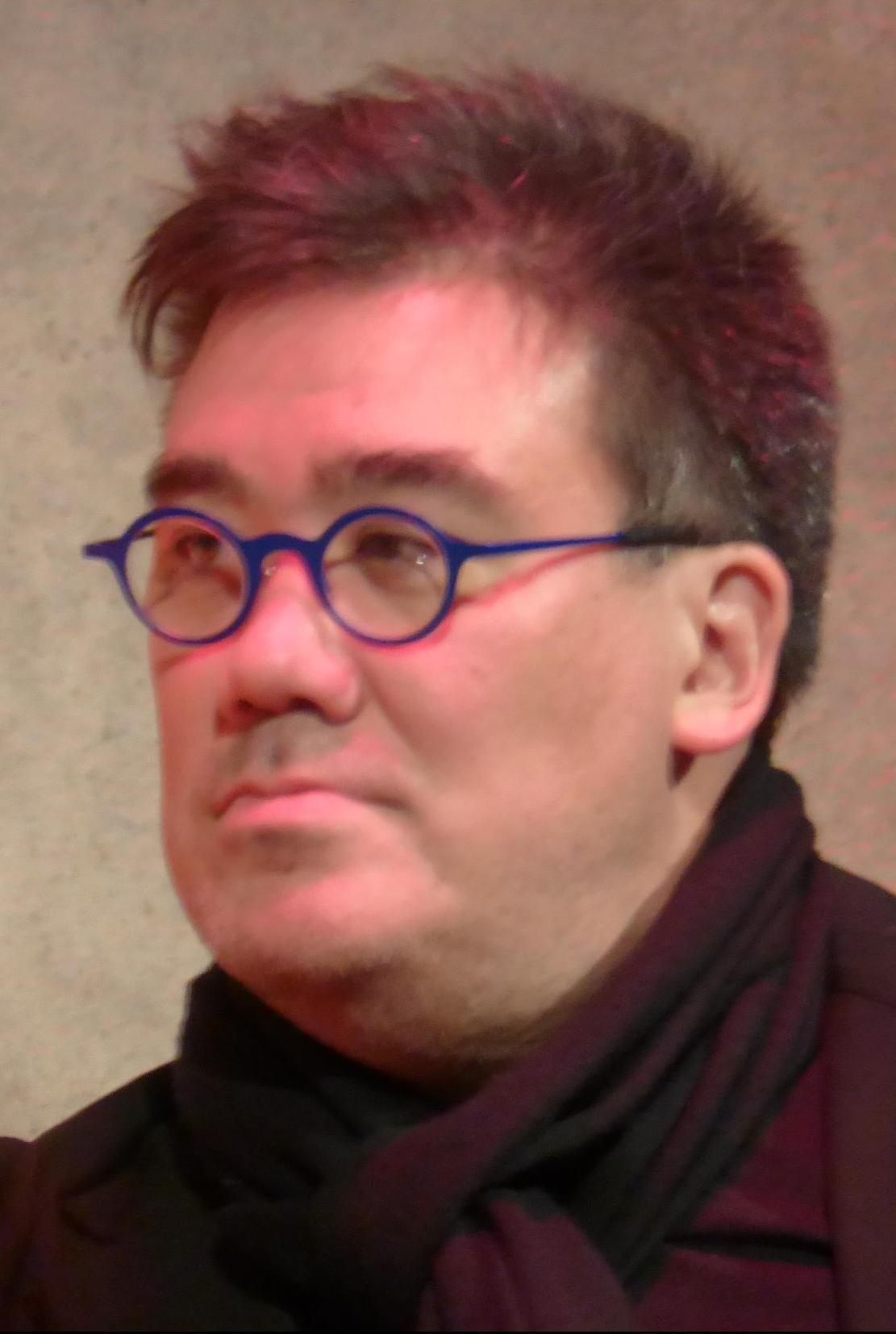
Alan Gilbert fez uma participação neste episódio.

"Aunt Phatso vs. Jack Donaghy" é o sexto episódio da sétima e última temporada de 30 Rock. O seu enredo foi redigido por Luke Del Tredici, um argumentista que também assume a função de co-produtor executivo no seriado. Esta foi a sua terceira e última vez a trabalhar no guião de um episódio da série, após "Leap Day" e "Queen of Jordan 2: The Mystery of the Phantom Pooper" na sexta temporada. Para Don Scardino, o realizador de "Aunt Phatso vs. Jack Donaghy", esta foi a sua 37.ª e última vez a exercer esta atividade, fazendo dele o argumentista que escreveu a maior quantidade de episódios para 30 Rock. Robert Carlock, produtor executivo e showrunner da série, fez uma participação neste episódio desempenhando um advogado alemão contratado por Jack para defendê-lo contra Tracy.
Embora o nome do ator Keith Powell, intérprete da personagem James "Toofer" Spurlock em 30 Rock, tenha sido listado ao longo da sequência de créditos de encerramento, ele não participou de "Aunt Phatso vs. Jack Donaghy". Powell esteve ausente de alguns episódios da última temporada devido a uma lesão na perna. Ele havia sido submetido a uma intervenção cirúrgica que o deixou incapacitado durante o tempo no qual as filmagens decorriam. Esta lesão levou-o a criar e a protagonizar uma série digital semi-autobiográfica intitulada Keith Broke His Leg, que relatava com humor as suas experiências durante a recuperação.
Alan Gilbert, maestro e violinista na Orquestra Filarmónica de Nova Iorque, fez uma participação neste episódio desempenhando uma versão fictícia de si mesmo. Em "Aunt Phatso vs. Jack Donaghy", de modo a acentuar a sua competição com Jack, Tracy faz uma grande doação à filarmónica para que esta substitua o tema do seriado Sanford and Son pelo seu programa de música clássica habitual num concerto. Todavia, foi tocada na verdade uma variação do tema ao estilo do compositor e pianista alemão Ludwig van Beethoven, numa tonalidade menor. Alec Baldwin, intérprete de Jack e produtor de 30 Rock, tem uma relação notável com a filarmónica, principalmente através do seu envolvimento como anfitrião e defensor da orquestra, e ainda como apresentador do programa de rádio New York Philharmonic This Week. O seu papel incluiu a apresentação de apresentações, a participação em programas educacionais e a ajuda a aumentar a consciencialização sobre o trabalho da orquestra. Em meados de 2012, a filarmónica anunciou ter recebido uma doação de USD 1 milhão de Baldwin.
O actor e comediante Judah Friedlander, que interpreta a personagem Frank Rossitano em 30 Rock, é conhecido pelos seus bonés de camioneiro de marca registada que ele usa dentro e fora da personagem Frank. Os chapéus, normalmente, apresentam pequenas palavras ou frases estampadas neles. Friedlander afirmou que ele próprio é quem faz os chapéus. Revelou também que "alguns deles são piadas interiores, e alguns são simplesmente piadas". A ideia veio do persona de Friedlander nas suas apresentações de comédia stand-up, nas quais os chapéus estão todos impressos com a escrita "campeão mundial" em diferentes línguas e diferentes aparências. Neste episódio, Frank usa um boné que lê "Letters."

## Enredo
Jack Donaghy (Alec Baldwin) vê-se numa situação difícil quando Tracy Jordan (Tracy Morgan) transforma-no no vilão da sua nova comédia, Aunt Phatso vs. Jack Donaghy. Quando Jack descobre que uma sequela está a ser preparada devido ao sucesso do primeiro filme em Atlanta, Geórgia, fica determinado a impedir Tracy de prosseguir com os seus planos, exigindo a destruição de todas as cópias em DVD e fundição das mesmas numa estátua de Tracy a pedir-lhe desculpa. Tracy recusa-se e afirma que ele e Jack não são assim tão diferentes. O executivo, afrontado, assiste a uma atuação da Orquestra Harmónica de Nova Iorque, apenas para descobrir que Tracy orquestrou uma partida, obrigando-os a tocar o tema de Sanford and Son durante horas. Jack reúne-se com os seus advogados e Tracy, com o objetivo de processar a utilização do seu nome. Tracy contrapõe que a personagem Jack Donaghy do filme diz coisas que Jack realmente disse na vida real. A única discrepância é que o Jack do filme está prestes a encerrar um orfanato, algo que Jack nunca fez na vida real. No dia seguinte, Tracy convida Jack para a estreia da sequela, que beneficiará um orfanato se ele comparecer. É neste momento que Jack finalmente percebe que não pode encerrar o filme sem fechar um orfanato a sério, uma vez que o financiamento do filme está ligado ao de um orfanato, e fica surpreendentemente orgulhoso de Tracy.
Entretanto, Liz Lemon (Tina Fey) decide submeter-se a uma cirurgia ao joanete, mas enfrenta uma série de crises relacionadas com o TGS. Com os argumentistas da série desapontando-na frequentemente, Hazel Wassername (Kristen Schaal) aproveita a oportunidade para assumir o comando, o que Liz acaba por concordar. Porém, as intenções de Hazel são questionáveis, como ela cria problemas para Jenna Maroney (Jane Krakowski) e tenta manipular Kenneth Parcell (Jack McBrayer) para alcançar o seu objetivo de atuar no TGS. À medida que se aproxima a hora da transmissão ao vivo do TGS, Hazel manipula Liz para que não se mexa e assista ao episódio a partir do seu escritório. No entanto, Hazel reproduz um DVD dos bastidores de um episódio anterior do TGS de modo a enganar Liz e não permitir que tome conhecimento da sua apresentação no TGS. Ao mesmo tempo, envia uma mensagem ao produtor Pete Hornberger (Scott Adsit) se fazendo passar por Liz, na qual dá permissão a si mesma para fazer um ato de dança no programa. Liz eventualmente descobre o esquema de Hazel e coxeia até ao palco do programa, onde despede Hazel. Kenneth reage com veemência à esta demissão e decide manter, dali para frente, apenas uma relação profissional com toda a gente. Liz, cujos pés estão arruinados, reflete sobre a sua experiência e pergunta-se se deve escolher entre o trabalho e a família. Ela pede conselhos a Tracy e Jack, ponderando se deve desistir de um pelo outro.

## Referências culturais

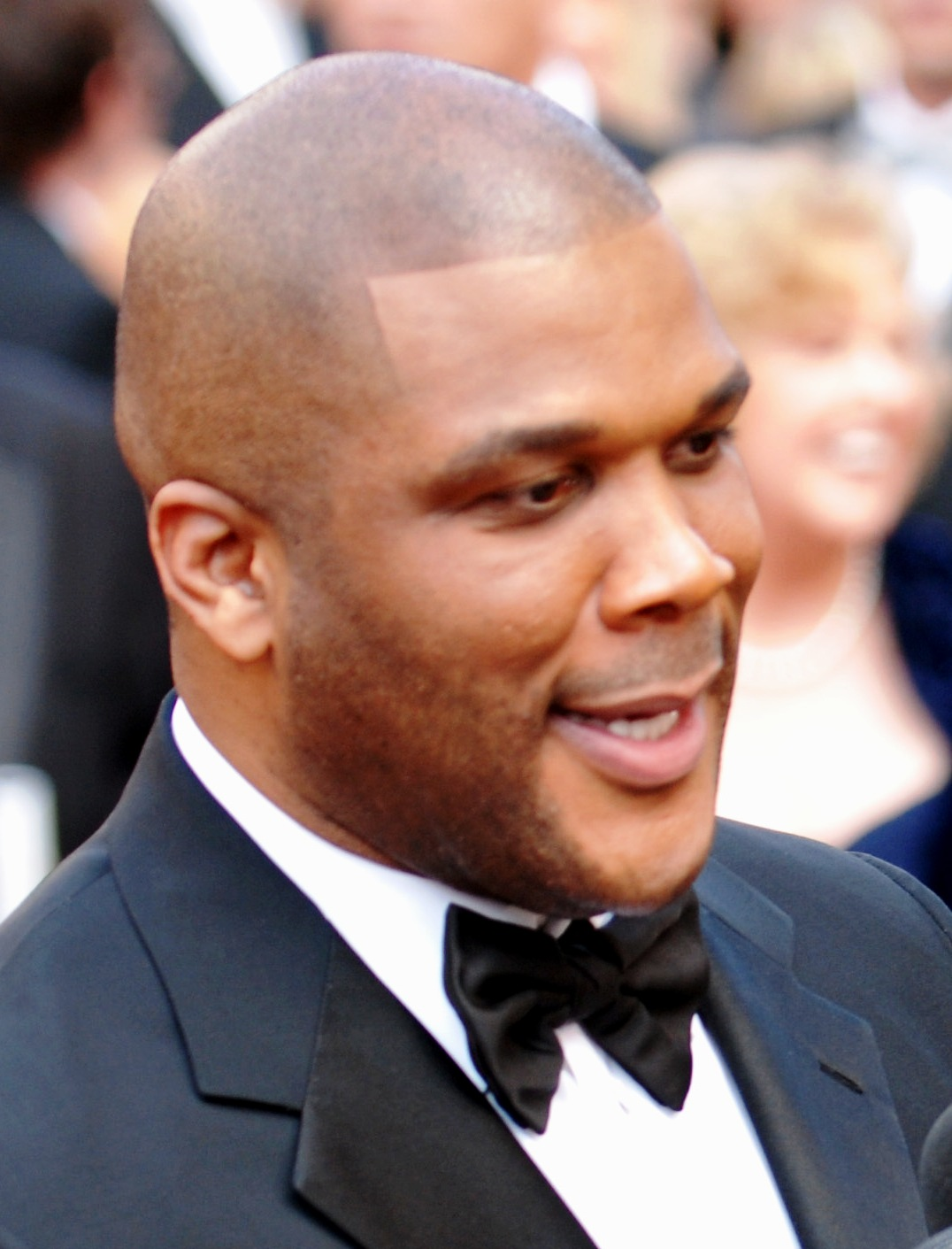
Segundo alguns críticos de televisão, o episódio oferece uma crítica humorística à franquia de filmes realizados por Tyler Perry.

### Análises da crítica

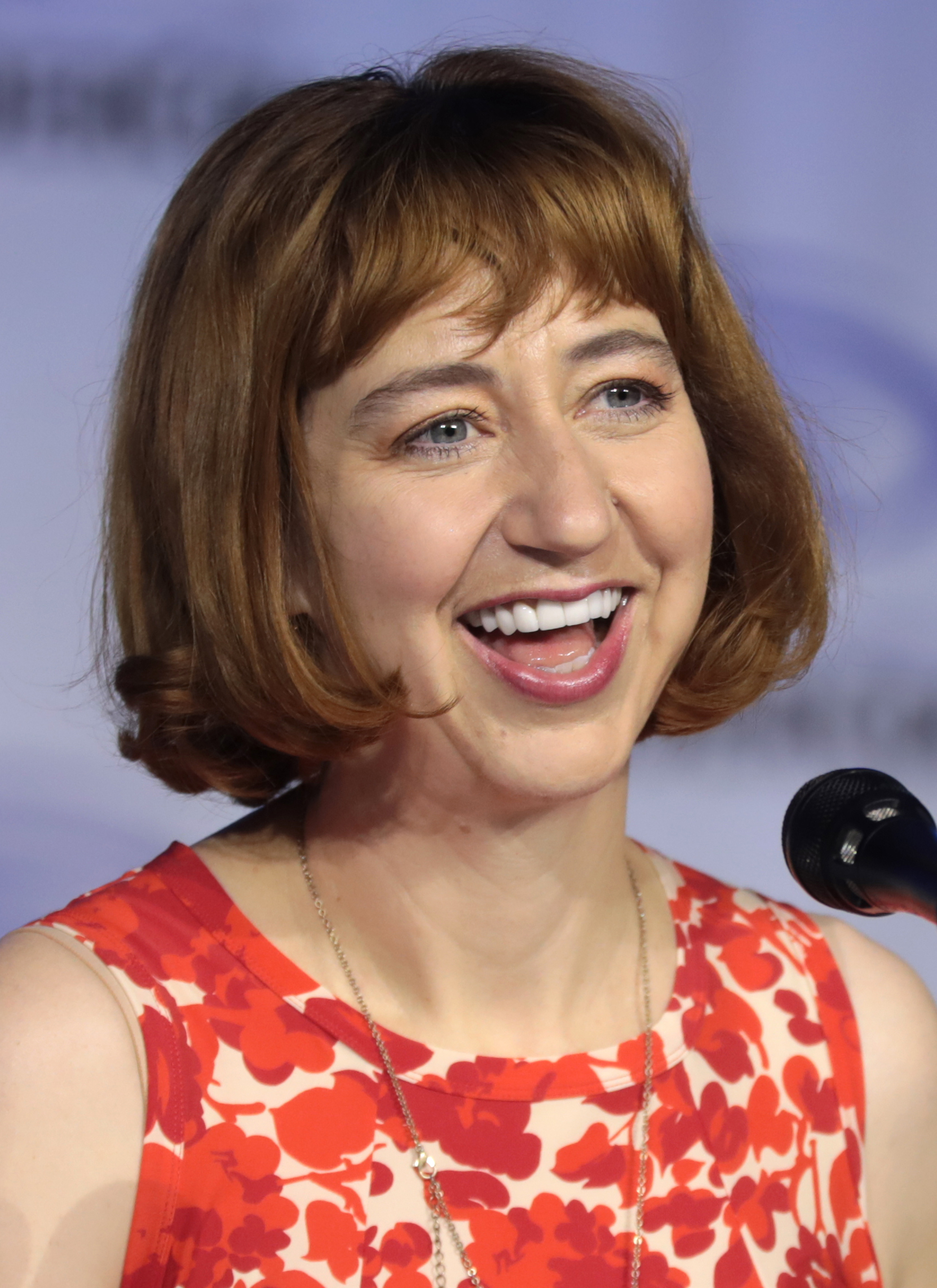
As peripécias da personagem de Kristen Schaal foram recebidas com frustração por críticos de televisão.